# PSV in het seizoen 2018/19 (vrouwen)
Het seizoen 2018/2019 was het 7e jaar in het bestaan van de Eindhovense vrouwenvoetbalclub PSV. De club kwam uit in de Eredivisie en eindigde op de derde plaats. In het toernooi om de KNVB beker reikte de ploeg tot de achtste finale. Hierin was ADO Den Haag, na strafschoppen, te sterk.

## Wedstrijdstatistieken

### Eredivisie
|       | Achilles '29 | ADO Den Haag | AFC Ajax | Alkmaar | Excelsior | sc Heerenveen | PEC Zwolle | FC Twente |
| ----- | ------------ | ------------ | -------- | ------- | --------- | ------------- | ---------- | --------- |
| Thuis | 5 – 0        | 2 – 1        | 1 – 0    | 5 – 0   | 3 – 0     | 6 – 1         | 4 – 0      | 3 – 3     |
| Uit   | 1 – 9        | 1 – 2        | 2 – 0    | 0 – 3   | 0 – 3     | 0 – 5         | 1 – 3      | 1 – 0     |

#### Kampioensgroep 1–5
|       | ADO Den Haag | AFC Ajax | PEC Zwolle | FC Twente |
| ----- | ------------ | -------- | ---------- | --------- |
| Thuis | 5 – 0        | 0 – 1    | 3 – 1      | 2 – 3     |
| Uit   | 2 – 2        | 1 – 0    | 2 – 3      | 1 – 1     |

### KNVB beker
| Achtste finale                | PSV                                                    | 3 – 3 (0 – 2) 2 – 3 na strafschoppen | ADO Den Haag                                            |  |
| Plaats: Eindhoven De Herdgang | Jeslynn Kuipers 78' Katja Snoeijs 84' Nadia Coolen 85' |                                      | 25' Sharona Tieleman 36' Chasity Grant 74' Pia Rijsdijk |  |

## Statistieken PSV 2018/2019

### Eindstand PSV in de Nederlandse Eredivisie Vrouwen 2018 / 2019
| Stand | Gespeeld | Gewonnen | Gelijk | Verloren | Punten | Doelpunten voor | Doelpunten tegen | Gele kaarten | Rode kaarten |
| ----- | -------- | -------- | ------ | -------- | ------ | --------------- | ---------------- | ------------ | ------------ |
| 1e    | 16       | 13       | 1      | 2        | 40     | 54              | 11               | 9            | 0            |

### Eindstand PSV in de kampioensgroep 1–5 2018 / 2019
| Stand | Gespeeld | Gewonnen | Gelijk | Verloren | Punten | Doelpunten voor | Doelpunten tegen | Gele kaarten | Rode kaarten |
| ----- | -------- | -------- | ------ | -------- | ------ | --------------- | ---------------- | ------------ | ------------ |
| 3e    | 8        | 3        | 2      | 3        | 31     | 16              | 11               | 0            | 0            |

### Topscorers
| #      | Naam                       | Goal |
| ------ | -------------------------- | ---- |
| 1.     | Katja Snoeijs              | 20   |
| 2.     | Kayleigh van Dooren        | 8    |
| 3.     | Jeslynn Kuipers            | 7    |
| 3.     | Aniek Nouwen               | 7    |
| 4.     | Naomi Pattiwael            | 5    |
| 5.     | Aline Zeler                | 3    |
| 6.     | Anna Björk Kristjánsdóttir | 2    |
| 6.     | Sara Yuceil                | 2    |
| 6.     | Mauri van de Wetering      | 2    |
| 7.     | Dominique Bond Flasza      | 1    |
| 7.     | Nadia Coolen               | 1    |
| 7.     | Rachel Cuschieri           | 1    |
| 7.     | Janou Levels               | 1    |
| 7.     | Pleun Raaijmakers          | 1    |
| Totaal | Totaal                     | 70   |

| #      | Naam            | Goal |
| ------ | --------------- | ---- |
| 1.     | Nadia Coolen    | 1    |
| 1.     | Jeslynn Kuipers | 1    |
| 1.     | Katja Snoeijs   | 1    |
| Totaal | Totaal          | 3    |

### Kaarten
| #      | Naam                  | Kreeg geel |
| ------ | --------------------- | ---------- |
| 1.     | Aline Zeler           | 3          |
| 2.     | Dominique Bond Flasza | 1          |
| 2.     | Kristina Erman        | 1          |
| 2.     | Jeslynn Kuipers       | 1          |
| 2.     | Naomi Pattiwael       | 1          |
| 2.     | Elixabete Sarasola    | 1          |
| 2.     | Katja Snoeijs         | 1          |
| Totaal | Totaal                | 9          |

| #      | Naam           | Kreeg voor de tweede keer geel en dus rood |
| ------ | -------------- | ------------------------------------------ |
| –      | Geen speelster | 0                                          |
| Totaal | Totaal         | 0                                          |

| #      | Naam           | Weggestuurd |
| ------ | -------------- | ----------- |
| –      | Geen speelster | 0           |
| Totaal | Totaal         | 0           |